# MSConfig
MSConfig (エムエスコンフィグ、システム構成、Microsoft System Configuration Utility, Windows Vista から System Configuration) は、Microsoft Windows におけるスタートアッププロセスのトラブルシュートのためのユーティリティソフトウェア。
Windows 98以降、Windows 2000を除く全てのWindowsに付属している。Windows 95 や Windows 2000 でも別途ダウンロードすることで利用可能だったが、それら専用に設計されたものではなかった。
MSConfig はスタートアップ時にどのプログラムを動作させるかを変更でき、いくつかの設定ファイルを編集し、Windowsサービスに関する制御を単純化する。普通にインストールすると、MSConfig はスタートメニューにもコントロールパネルにもリンクされないが、「ファイル名を指定して実行」ダイアログで msconfig と入力することで実行できる（そのユーザーが管理者権限を持っている場合）。
Windows Vista 以前は、MSConfig を使って編集できるファイルとして、Windows 9x系では AUTOEXEC.BAT、CONFIG.SYS、WIN.INI、SYSTEM.INI があり、Windows Vista以前のWindows NT系では WIN.INI、SYSTEM.INI、BOOT.INI があった。MSConfig を使ってこれらのファイルを編集する利点は、それらのファイルのセクションやブートに関わるレジストリツリーを操作できる単純なGUIが使える点である。また、MSConfigを使うと診断スタートアップをするよう設定できる（最小限のドライバ、プログラム、サービスだけをロードするモード）。

## 機能
MSConfig の機能は Windows のバージョンによって異なる。
- Windows 98 と Windows Me では、拡張トラブルシューティング設定が可能。また、基本的なシステムツールも起動できる。
- Windows 98では、スタートアップファイル群のバックアップ/リストアが可能。
- Windows Meでのみ、新たに3つのタブ ("静的VxD"、"環境"、"インターナショナル") が追加された。「静的VxDタブ」は、静的な仮想デバイスドライバの有効/無効の設定が、「環境」タブは、環境変数の有効/無効の設定が、「インターナショナル」タブは、従来はリアルモードのMS-DOS設定ファイルで設定していたキーボード配列の設定が可能。「スタートアップ」タブにある「クリーンナップ」ボタンは、不正または削除されたスタートアップエントリを消去できる。
- Windows Me と Windows XP では、もともとのWindowsインストレーションセットから個々のファイルをリストアできる。
- Vista 以前の Windows NT 系では、BOOT.INI にある各種スイッチを設定できる。
- Windows XP と Windows Vista では、トラブルシューティングのために全てのサービスを隠すことができる。
- Windows Vista 以降では、新たに各種ツール（システム情報、インターネットオプションなど）を起動できるようになった。また、ユーザーアカウント制御の有効／無効が可能である。Windows XP と Windows Server 2003 には「ツール」タブを追加するアップデートがある[1]。Windows Vista では Windows Boot Manager と Boot Configuration Data の各種スイッチを設定できる。